# Stenophylax crossotus
Stenophylax crossotus là một loài Trichoptera trong họ Limnephilidae. Chúng phân bố ở miền Cổ bắc.